# لوفيك غيرسون
لوفيك غيرسون (ولدت في 21 أبريل 1959)، سياسية أيسلندية.

## روابط خارجية
- Non auto-biography of Lúðvík Geirsson on the parliament website